# Lednica (Slovacchia)
Lednica (in ungherese Lednic) è un comune della Slovacchia facente parte del distretto di Púchov, nella regione di Trenčín.